# Fxxk It
"Fxxk It" (hangul: 에라 모르겠다; rr: Era moreugedda) é uma canção gravada pelo grupo sul-coreano Big Bang. Foi lançada em formato digital em 12 de agosto de 2016 pela YG Entertainment, como o quinto single de seu terceiro álbum de estúdio Made (2016). É composta por Teddy Park, G-Dragon e T.O.P, e produzida pelos dois primeiros juntamente com R.Tee. A canção recebeu análises positivas dos críticos de música, sendo notada por possuir apelo internacional e com alguns críticos chamando-a de uma canção clássica do grupo. 
"Fxxk It" alcançou êxito comercial tornando-se o nono single do grupo a liderar a parada Gaon Digital Chart na Coreia do Sul e seu sexto single a atingir o Top 10 da parada japonesa Billboard Japan Hot 100. 

## Antecedentes e composição
Após o lançamento dos singles "M", "A", "D", "E" durante o ano de 2015 e o posterior anúncio do adiamento do novo álbum completo do Big Bang, os membros passaram o ano de 2016 em turnê, enquanto trabalhavam em novas canções a fim de completar a lista de faixas de seu terceiro álbum de estúdio e lançá-lo antes de sua pausa programada, devido ao alistamento militar obrigatório de seus membros. Contudo, enfrentaram dificuldades em criar um conceito e estilo para as novas canções. G-Dragon explicou sobre o processo de produção de "Fxxk It" dizendo: "Atualmente é um grande fardo para os nossos produtores criarem uma música para uma banda de grande nome como o Big Bang. Nós discutimos isso por muito tempo e estávamos ficando cansados quando Kush brincou sobre desistir de uma tarefa tão difícil. De repente, pensamos que seria divertido tornar o conceito da música mais confortável".
Em 6 de dezembro de 2016, uma imagem teaser foi lançada pela YG Entertainment a fim de anunciar o lançamento de "Fxxk It" e contendo informações sobre o nome da canção e os responsáveis pela sua produção. Para apoiar seu lançamento, em 12 de dezembro, o grupo realizou uma contagem regressiva oficial em um evento ao vivo através do aplicativo "V" do portal Naver.
Composta por Teddy Park e pelos membros do Big Bang, G-Dragon e T.O.P e produzida pelos dois primeiros juntamente com R.Tee, "Fxxk It" é uma canção de tempo mediano pertencente ao gênero de electro-hip hop com influências de bounce. Liricamente, os membros disseram que gostariam de expressar um sentimento de imaturidade a faixa. Sua produção foi notada por ser "futurista" e que incluiu uma "fusão de batidas tropicais com sintetizadores". "Fxxk It" foi considerada imprópria para transmissão na emissora KBS, que alegou como razão, o uso de palavrões e expressões vulgares, no entanto, a YG Entertainment anunciou que sua letra não seria revisada.

## Recepção da crítica
Tamar Herman da Billboard descreveu "Fxxk It" como uma faixa que "atrai fortemente o apelo internacional do Big Bang", onde inicia-se com os versos apaixonados de Taeyang em língua inglesa e se transforma rapidamente em uma canção de hip hop eletrônica, em uma mistura eclética de elementos, "recordando o caos sutil de 'Bae Bae'". Herman classificou-a em número sete na lista sobre as dez melhores canções do Big Bang publicada pela referida revista, escrevendo que "Fxxk It" incorpora o melhor do Big Bang: "vocais fortes, raps dramáticos e batidas peculiares". Jeff Benjamin do canal Fuse descreveu a canção como um exemplo da carreira do quinteto e citou como "o destaque do grupo sempre é a produção com visão de futuro, juntamente com seu estilo característico em misturar letras sinceras com letras irônicas". Ele concluiu sua resenha sobre "Fxxk It", elogiando "quão confortável os rapazes soam na faixa e particularmente como Taeyang crava seu início todo em inglês, provando ainda mais o seu apelo internacional". Chester Chin do jornal The Star elogiou a canção, para ele a mesma destaca a "identidade lúdica e o talento artístico variado" do grupo.
O jornal The New York Times elegeu "Fxxk It" como a melhor canção do álbum Made (2016), descrevendo-a como uma faixa "de batida lenta com um vocal intenso de Daesung, um rap ácido de T.O.P, tudo capturado em um vídeo caracteristicamente maluco e de um neon brilhante". A revista Dazed a escolheu como uma das melhores canções de K-pop do ano de 2016, destacando o que considerou como a "inegável maturidade" do grupo, afirmando que "tudo flui, nenhum elemento é pesado demais e como é o seu single final por algum tempo devido ao serviço militar, é um seguro ponto alto antes de sair". Além disso, durante seu lançamento, a canção foi escolhida pelo serviço de música Apple Music, como a melhor canção da semana.

## Vídeo musical
O vídeo musical de "Fxxk It" foi dirigido por Seo Hyun-seung, suas filmagens ocorreram em Cheongju, Coreia do Sul, em 18 de outubro de 2016. Descrito como possuindo um cenário que remete aos anos noventa, sua produção possui um conceito retrô e contém como pano de fundo, o Big Bang em meio a um cenário com lojas antigas. Para a sua gravação, foi acordado pelo grupo, que todos iriam ser apresentados juntos ao longo das cenas, por normalmente ser algo não utilizado em seus vídeos musicais anteriores. Além disso, sua ideia principal foi a de parecerem "um tanto cômicos e até um pouco estranhos" em suas cenas. O vídeo musical de "Fxxk It" inicia-se com os membros do Big Bang em um quarto lendo revistas de conteúdo adulto, suas cenas seguintes retratam o grupo atuando como garotos enquanto se divertem entre si nas ruas de Cheongju. Em sua cena final, o quinteto é apresentado em um clube. Após seu lançamento, em 12 de dezembro de 2016, o mesmo converteu-se no vídeo musical de K-pop mais visto na América e ao redor do mundo no mês de dezembro e obteve em três dias, mais de dois milhões de visualizações na plataforma de vídeos da QQ Music na China.
O crítico Tom Breihan da Stereogum escolheu o vídeo musical de "Fxxk It" como o melhor da semana, comentando que "a maior boy band da Coreia do Sul, dominou o visual com a petulância dos vídeos de rock alternativo/bubblegrunge de meados dos anos noventa, onde nenhum de nós estará ileso".

## Desempenho nas paradas musicais
"Fxxk It" alcançou a primeira colocação no iTunes Top Songs de dezenove países em seu primeiro dia de lançamento. Na Coreia do Sul, liderou as paradas dos serviços de música online e estreou no topo da Gaon Digital Chart, Gaon Download Chart e Gaon Streaming Chart, registrando mais de sete milhões de transmissões e vendas de 325,623 mil downloads digitais em cinco dias, o que a tornou, a segunda canção com o maior número de vendas em sua primeira semana na Gaon em 2016. A canção liderou ainda a Gaon Digital Chart e Gaon Streaming Chart por três semanas consecutivas e obteve vendas de 599,498 mil downloads digitais pagos até o fim do ano de 2016. Em 2017, "Fxxk It" conquistou vendas adicionais de 1.178.534 milhão de cópias digitais, e obteve seu pico de número 25 na parada anual da Gaon Streaming Chart com mais de 81 milhões de transmissões no ano.
Na China, a faixa atingiu o primeiro lugar em duas paradas musicais e em duas paradas de vídeo da QQ Music, registrando vendas digitais de 362,655 mil cópias em três dias. No Japão estreou em seu pico de número sete na Billboard Japan Hot 100. No Canadá, "Fxxk It" tornou-se a primeira canção do grupo a entrar na Canadian Hot 100, nos Estados Unidos alcançou a segunda colocação da Billboard World Digital Songs com vendas de seis mil cópias em três dias e na Finlândia, a canção atingiu seu pico de número 23 na Suomen virallinen lista Download, tornando-se o single de melhor desempenho do grupo na referida parada.
| Paradas (2016)                                 | Melhor posição |
| ---------------------------------------------- | -------------- |
| Canadá (Canadian Hot 100)                      | 98             |
| China (QQ Music Weeky Chart)                   | 27             |
| China (QQ Music South Korean Weeky Chart)      | 1              |
| Coreia do Sul (Gaon Weekly Digital Chart)      | 1              |
| Coreia do Sul (Gaon Monthly Digital Chart)     | 1              |
| Coreia do Sul (Gaon Weekly Download Chart)     | 1              |
| Coreia do Sul (Gaon Weekly Streaming Chart)    | 1              |
| Estados Unidos (Billboard Spotify Velocity)    | 13             |
| Estados Unidos (Billboard World Digital Songs) | 2              |
| Finlândia (Suomen virallinen lista Download)   | 23             |
| Japão (Billboard Japan Hot 100)                | 7              |
| Nova Zelândia (RMNZ Heatseekers)               | 7              |

| País           | Parada                        | Vendas    |
| -------------- | ----------------------------- | --------- |
| Coreia do Sul  | Gaon Download Chart (2016–17) | 1,778,189 |
| China          | QQ Music                      | 1,040,000 |
| Estados Unidos | Billboard World Digital Songs | 6,000     |

| Paradas (2017)                              | Posição |
| ------------------------------------------- | ------- |
| Coreia do Sul (Gaon Yearly Digital Chart)   | 35      |
| Coreia do Sul (Gaon Yearly Download Chart)  | 35      |
| Coreia do Sul (Gaon Yearly Streaming Chart) | 25      |

## Prêmios e indicações
| Ano  | Premiação          | Categoria                | Resultado | Ref.   |
| ---- | ------------------ | ------------------------ | --------- | ------ |
| 2016 | Gaon Chart Awards  | Canção do Mês (Dezembro) | Venceu    | [ 44 ] |
| 2017 | Melon Music Awards | Canção do Ano            | Indicado  | [ 45 ] |
| 2018 | Golden Disc Awards | Bonsang Digital          | Venceu    | [ 46 ] |

### Vitórias em programas de música
| Data                   | Programa     | Emissora |
| ---------------------- | ------------ | -------- |
| 22 de dezembro de 2016 | M! Countdown | Mnet     |
| 5 de janeiro de 2017   | M! Countdown | Mnet     |
| 12 de janeiro de 2017  | M! Countdown | Mnet     |
| 25 de dezembro de 2016 | Inkigayo     | SBS      |
| 1 de janeiro de 2017   | Inkigayo     | SBS      |
| 8 de janeiro de 2017   | Inkigayo     | SBS      |
| 13 de janeiro de 2017  | Music Bank   | KBS      |
| 20 de janeiro de 2017  | Music Bank   | KBS      |

## Histórico de lançamento
| Região        | Data                   | Formato             | Gravadora        |
| ------------- | ---------------------- | ------------------- | ---------------- |
| Coreia do Sul | 12 de dezembro de 2016 | CD download digital | YG Entertainment |
| Mundo         | 12 de dezembro de 2016 | CD download digital | YG Entertainment |